# Shenae Grimes
Shenae Sonya Grimes (24. listopada 1989.) je kanadska glumica. Najpoznatija je po ulozi Annie Wilson u TV seriji "90210".